# رحمة الله (بلدة)
رحمة الله (بالفرنسية: Ramatuelle)‏ هي بلدية تقع في إقليم فار من منطقة إقليم ألب كوت دازور في جنوب فرنسا. بلغ عدد سكانها في 2016 تحديدا 2077 نسمة.

## التاريخ
تقع هذه البلدة بالقرب من مدينة سان تروبيه، وبنيت على تلة للدفاع عن نفسها ضد الأعداء. لفظ الإفرنج اسمها «رَمَتُيَّل»، وهو تحريفٌ لفظيّ للتسمية العربية رحمة الله، حيث كانت ضمن النطاق الذي سيطر عليه المسلمون المتمركزون في فرخشنيط في القرنين التاسع والعاشر الميلاديين. سيطر المسلمون العرب على رحمة الله حوالي ستين سنة.

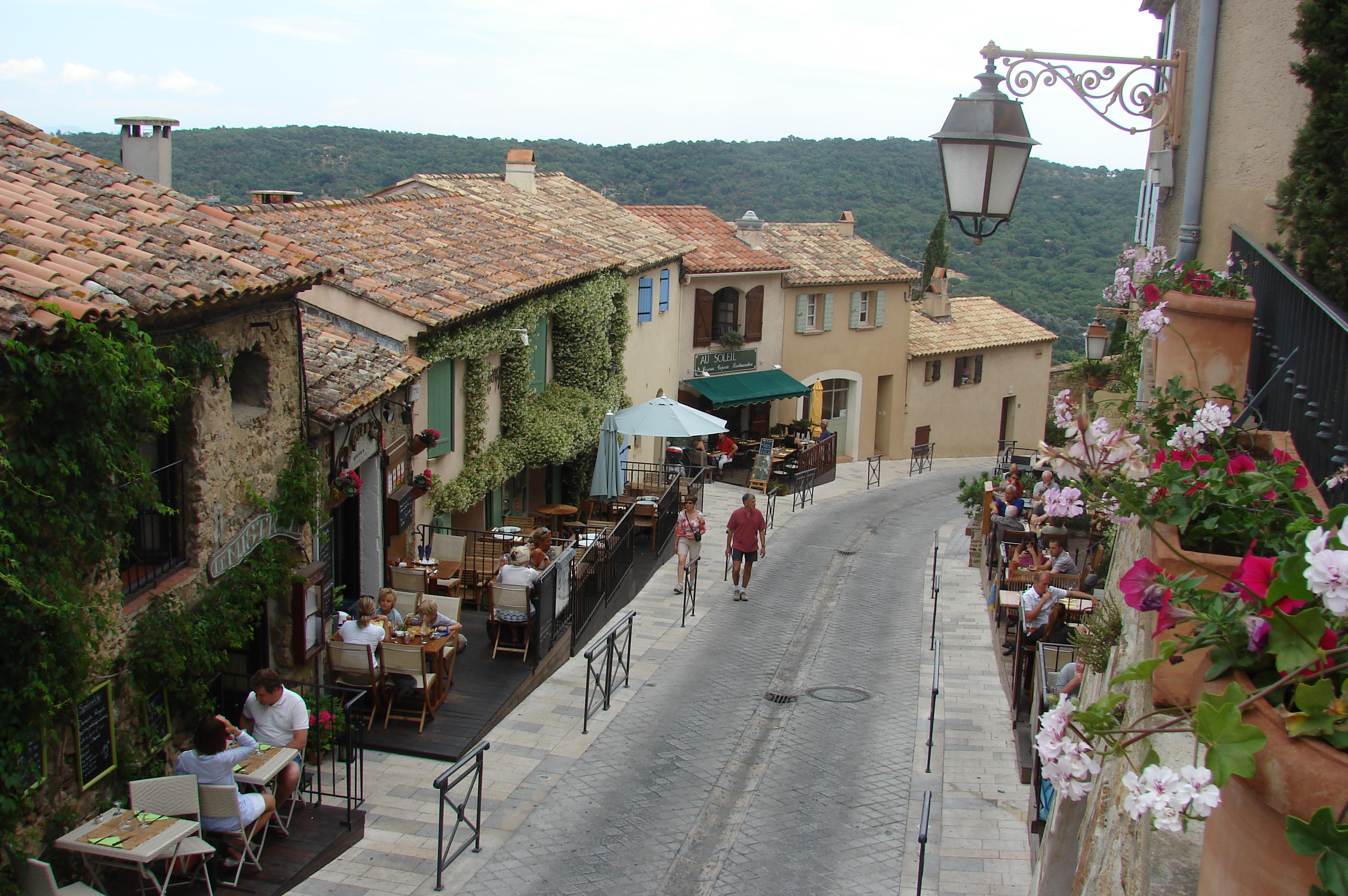
وسط البلدة
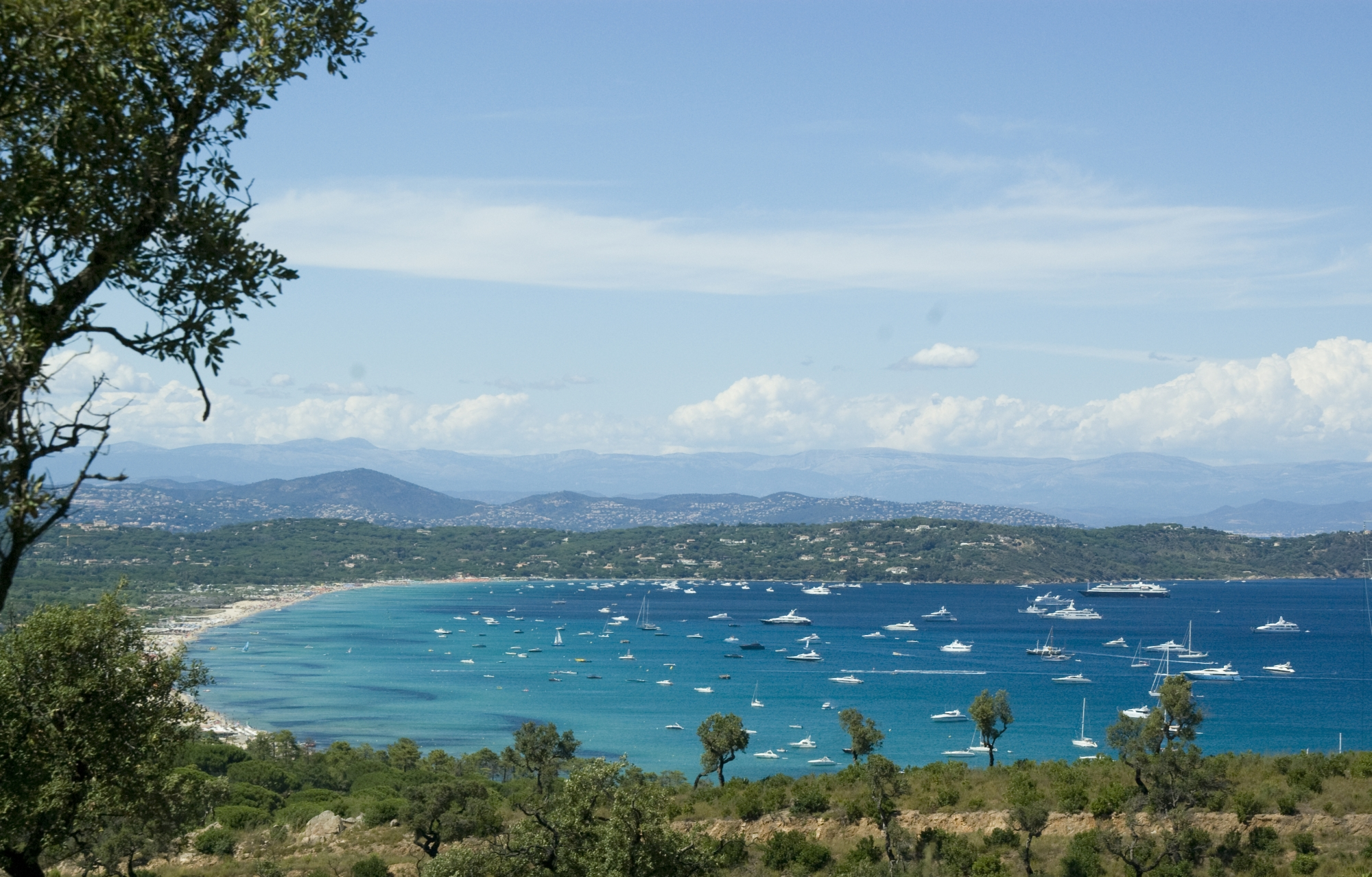
الساحل المتوسطي
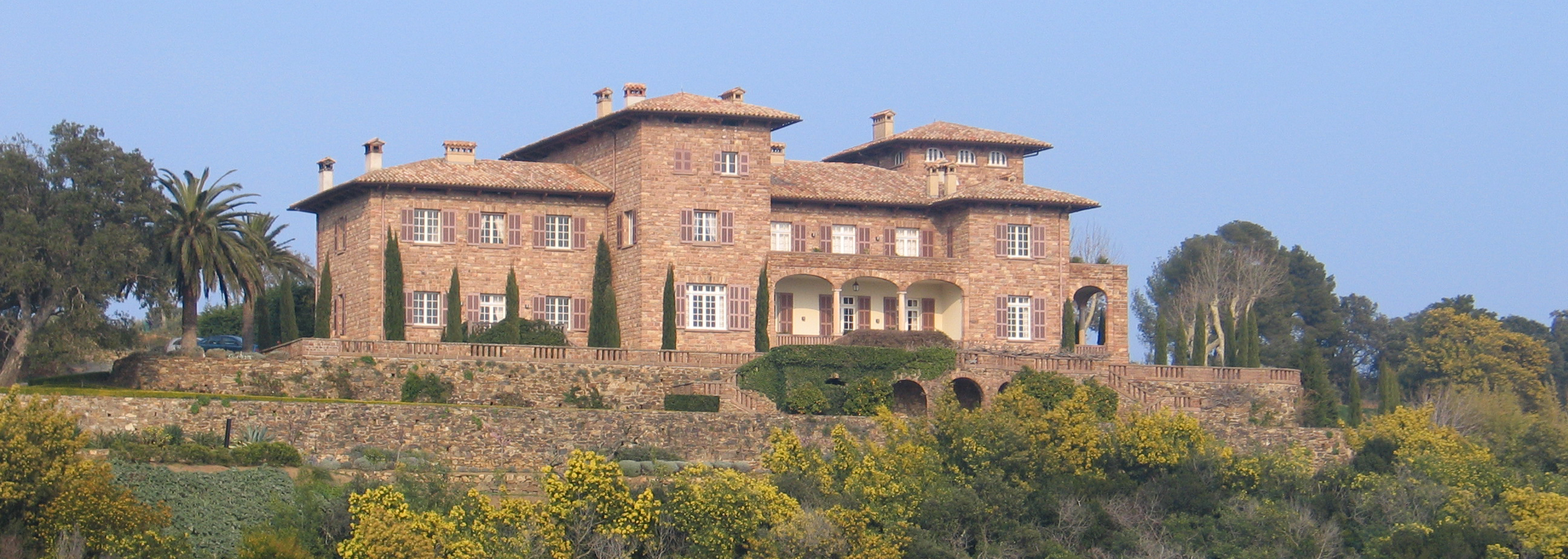
قصر Volterra.

## مقالات ذات صلة
- الفتح الإسلامي للغال
- الإسلام في فرنسا

## روابط خارجية
- الموقع الرسمي للبلدة